# ケラー・E・ロッキー
ケラー・エムリック・ロッキー（Keller Emrick Rockey、1888年9月22日－1970年6月6日）は、アメリカの海兵隊員、最終階級は中将。